# کالینا-لیشنگتس
کالینا-لیشنگتس (به لهستانی:  Kalina-Lisiniec) یک روستا در لهستان است که در Gmina Miechów واقع شده‌است.
 کالینا-لیشنگتس  ۲۳۰ نفر جمعیت دارد.